# Pivola
Pivola este o localitate din comuna Hoče - Slivnica, Slovenia, cu o populație de 649 de locuitori.